# SOS Attitude
SOS Attitude est une association humanitaire indépendante visant à intervenir en urgence pour mettre à l'abri les plus vulnérables en cas de catastrophes ou de crises mettant en jeu des vies humaines.
Fondée en 2008, elle est régie par la Loi sur les associations de 1901. Son fonctionnement et son organisation sont définis statutairement et adoptés par son assemblée générale.
En cas de catastrophe naturelle, technologique, ou de conflit armé, SOS Attitude envoie sur place l'une de ses équipes d'intervention pour évaluer les besoins et ainsi apporter la réponse humanitaire nécessaire afin de mettre à l'abri les familles les plus vulnérables et ainsi assurer le maintien, la sécurité et la dignité de la cellule familiale. SOS Attitude assure la réception, l'acheminement, la distribution en main propre et la formation au montage des tentes qui constitueront l'habitat principal de nombreuses familles pour les jours à suivre.

## L'action de SOS Attitude
Lors de catastrophes naturelles ou humaines, l'une des principales conséquences est la destruction de l'habitat des populations. SOS Attitude s'est alors donnée pour mission de mettre à l'abri les familles les plus vulnérables face aux conditions climatiques tropicales extrêmes. 

### Présence
L'association est présente sur les 5 continents avec notamment l'aide de ses partenaires comme Aviation sans frontières.

### Processus d'intervention
En cas de catastrophe, SOS Attitude envoie sur place ses équipes de bénévoles dans les 48-72 heures pour évaluer les besoins des populations puis acheminer les tentes sur zone. Les autorités locales aident à l'identification des familles les plus vulnérables, auxquelles sont distribuées les tentes en main propre. L'équipe d'intervention assure la formation au montage des tentes.

### Historique de mission
Les équipes d'SOS Attitude comptabilisent à ce jour un total de 38 interventions réparties sur les cinq continents en réponse à des crises humanitaires liées à des catastrophes naturelles ou humaines, mais également des conflits armés.
En 2013, SOS Attitude a mené à bien cinq interventions d'urgence dans cinq pays différents, et a contribué à abriter 1 530 familles sinistrées :
| Pays         | Nombres       | Contexte             |
| ------------ | ------------- | -------------------- |
| Mali         | 203 familles  | Conflit armé malien  |
| Burkina Faso | 50 familles   | Réfugiés maliens     |
| Mexique      | 50 familles   | Passages de Cyclones |
| Pakistan     | 50 familles   | Tremblement de terre |
| Philippines  | 1180 familles | Typhon Haiyan        |

Depuis la rentrée 2014, les équipes sont intervenues en Bosnie à la suite des inondations qui ont ravagé les Balkans au mois de mai. Une première équipe d'intervention était sur place 48h après les évènements avec une vingtaine de tentes. Etant l'une des deux seules organisations françaises à être intervenue, SOS Attitude, avec l'envoi de deux équipes supplémentaires, a ainsi pu mettre à l'abri 73 familles dans le besoin.

## Formation des équipes d'intervention
Les équipes de bénévoles sont formées pour être capable d'installer et d'organiser des camps de réfugiés en urgence ou en situation de crise.

## Financement
Totalement bénévole, l'association a peu de frais de fonctionnement. La structure fonctionne exclusivement grâce à des dons privés et ne touche aucune aide institutionnelle. Ses comptes sont certifiés par un commissaire aux comptes.  

## Partenaires
SOS Attitude bénéficie d'un large réseau de partenariat respectant tous les normes Sphère assurant une coopération et une coordination des actions internationales. En amont, des partenaires tels qu'AlPINTER (fournisseur d'équipements), Bolloré Transport & Logistics et Aviation sans frontières, assurent le stockage, l'acheminement et la distribution des tentes. Sur le terrain, l'action de l'association est directement facilité par sa coopération avec la Fédération internationale des Sociétés de la Croix-Rouge et du Croissant-Rouge, Électriciens sans frontières, Médecins du monde et le Haut Commissariat des Nations unies pour les réfugiés.